# عبانسیگامدا
عبانسیگامدا (به لاتین: Abasingammedda) در سری‌لانکا با جمعیت ۱۱٬۰۰۰ نفر است که در استان مرکزی (سری‌لانکا) واقع شده‌است.